# Women in Music Pt. III
| Совокупная оценка   | Совокупная оценка |
| Источник            | Оценка            |
| ------------------- | ----------------- |
| AnyDecentMusic?     | 8.2/10            |
| Metacritic          | 89/100            |
| Оценки критиков     |                   |
| Источник            | Оценка            |
| AllMusic            | [ 3 ]             |
| And It Don't Stop   | A–                |
| The Daily Telegraph | [ 5 ]             |
| The Guardian        | [ 6 ]             |
| The Independent     | [ 7 ]             |
| NME                 | [ 8 ]             |
| The Observer        | [ 9 ]             |
| Pitchfork           | 8.6/10            |
| Rolling Stone       | [ 11 ]            |
| Slant Magazine      | [ 12 ]            |

Women in Music Pt. III — третий студийный альбом американского женского трио Haim. Он был выпущен 26 июня 2020 года в Соединенных Штатах компанией Columbia Records и на международном уровне компанией Polydor Records. Первоначально альбом должен был выйти 24 апреля 2020 года, но был отложен из-за последствий пандемии COVID-19 и «изменения характера политики путешествий и карантинов по всему миру». Позже релиз был перенесен на 26 июня. Продюсерами альбома выступили Даниэль Хаим, Ростам Батманглидж и Ариэль Рехтшайд, а его предваряли синглы «Summer Girl», «Now I’m in It» и «Hallelujah». Песня «The Steps» была выпущена вместе с предварительным заказом альбома.
Еще до официального анонса альбом Women in Music Pt. III был назван одним из самых ожидаемых альбомов 2020 года несколькими изданиями, включая Pitchfork и Vulture. Альбом получил широкое признание критиков, которые отметили его честные и чувственные тексты, эксперименты с широким спектром жанров, а также отдали дань уважения нескольким другим исполнителям. Диск дебютировал на первом месте в Великобритании (UK Albums Chart) и получил номинацию на Грэмми-2021 в категории Альбом года.

## Отзывы
Альбом получил положительные отзывы музыкальной критики и интернет-изданий. Он получил 89 из 100 баллов на интернет-агрегаторе Metacritic. Среди отзывов New York Times, Pitchfork, Robert Christgau.
В июле 2020 года альбом был включён журналами Entertainment Weekly и Slant Magazineв их списки лучших дисков года на то время.

## Награды и номинации
24 ноября 2020 года альбом был номинирован на премию Грэмми-2021 в категории Альбом года, что стало первой номинацией группы в этой категории. Сингл «The Steps» был также номинирован в категории Best Rock Performance, что также стало первой номинацией группы в этой категории.
В январе 2025 года альбом включён в список лучших альбомов первой четверти XXI века (номер 109 в списке The 250 Greatest Albums of the 21st Century So Far).
| Публикация      | Список                            | Ранг | Ссылка |
| --------------- | --------------------------------- | ---- | ------ |
| Exclaim!        | Exclaim!'s 50 Best Albums of 2020 | 6    | [ 23 ] |
| The Guardian    | The 50 Best Albums of 2020        | 7    | [ 24 ] |
| NPR             | The 50 Best Albums of 2020        | 11   | [ 25 ] |
| Pitchfork       | The 50 Best Albums of 2020        | 8    | [ 26 ] |
| Pitchfork       | The 35 Best Rock Albums of 2020   | —    | [ 27 ] |
| Rolling Stone   | The 50 Best Albums of 2020        | 14   | [ 28 ] |
| Stereogum       | The 50 Best Albums of 2020        | 4    | [ 29 ] |
| Under the Radar | Top 100 Albums of 2020            | 3    | [ 30 ] |

## Коммерческий успех
Women In Music Pt. III дебютировал на первом месте в Великобритании в UK Albums Chart, с тиражом 17,762 копий в первую неделю. Таким образом, альбом стал вторым чарттоппером группы в этой стране после Days Are Gone в 2013 году. В Ирландии альбом дебютировал на пятом месте, став их третьим диском в лучшей пятёрке в стране.
В Австралии альбом дебютировал на седьмом месте, став их третьим диском в лучшей десятке top 10 в этой стране. Альбом дебютировал на 13-м месте американского хит-парада Billboard 200, став их третьим диском в лучшей двадцатке top 20.

## Трек-лист
Все треки спродюсированы Даниэль Хайм, Ростам Батманглидж и Ариэль Ректшайд, кроме указанных ниже.
| №                   | Название                               | Автор(ы)                                                                     | Длительность |
| ------------------- | -------------------------------------- | ---------------------------------------------------------------------------- | ------------ |
| 1.                  | «Los Angeles»                          | Даниэль Хайм Эсти Хайм Алана Хайм Ростам Батманглидж Ариэль Ректшайд [англ.] | 3:20         |
| 2.                  | «The Steps» (доп. прод. Dave Fridmann) | D. Haim E. Haim A. Haim Batmanglij Ректшайд                                  | 4:07         |
| 3.                  | «I Know Alone»                         | Д. Хайм Э. Хайм А. Хайм Батманглидж Ректшайд Buddy Ross                      | 3:46         |
| 4.                  | «Up from a Dream»                      | Д. Хайм Э. Хайм А. Хайм Батманглидж Ректшайд                                 | 3:17         |
| 5.                  | «Gasoline»                             | Д. Хайм Э. Хайм А. Хайм Батманглидж                                          | 3:13         |
| 6.                  | «3 AM»                                 | Д. Хайм Э. Хайм А. Хайм Tommy King Батманглидж Ректшайд                      | 3:10         |
| 7.                  | «Don't Wanna»                          | Д. Хайм Э. Хайм А. Хайм Батманглидж                                          | 3:21         |
| 8.                  | «Another Try»                          | Д. Хайм Э. Хайм А. Хайм Батманглидж Ректшайд                                 | 3:25         |
| 9.                  | «Leaning on You»                       | Д. Хайм Э. Хайм А. Хайм Батманглидж                                          | 3:21         |
| 10.                 | «I've Been Down»                       | Д. Хайм Э. Хайм А. Хайм Батманглидж                                          | 2:51         |
| 11.                 | «Man from the Magazine»                | Д. Хайм Э. Хайм А. Хайм                                                      | 2:06         |
| 12.                 | «All That Ever Mattered»               | Д. Хайм Э. Хайм А. Хайм Батманглидж Ректшайд                                 | 2:30         |
| 13.                 | «FUBT»                                 | Д. Хайм Э. Хайм А. Хайм Батманглидж Тейла Паркс                              | 3:13         |
| Общая длительность: | Общая длительность:                    | Общая длительность:                                                          | 41:40        |

| №                   | Название            | Автор(ы)                                                       | Длительность |
| ------------------- | ------------------- | -------------------------------------------------------------- | ------------ |
| 14.                 | «Now I'm in It»     | Д. Хайм Э. Хайм А. Хайм Батманглидж Ramesh Srivastava Ректшайд | 3:24         |
| 15.                 | «Hallelujah»        | Д. Хайм Э. Хайм А. Хайм Tobias Jesso Jr.                       | 3:10         |
| 16.                 | «Summer Girl»       | Д. Хайм Э. Хайм А. Хайм Батманглидж Ректшайд Reed              | 3:25         |
| Общая длительность: | Общая длительность: | Общая длительность:                                            | 51:39        |

| №                   | Название                       | Автор(ы)                                                | Длительность |
| ------------------- | ------------------------------ | ------------------------------------------------------- | ------------ |
| 14.                 | «Summer Girl» (видео-версия)   | Д. Хайм Э. Хайм А. Хайм Батманглидж Ректшайд Reed       | 3:52         |
| 15.                 | «Now I’m in It» (видео-версия) | Д. Хайм Э. Хайм А. Хайм Батманглидж Srivastava Ректшайд | 3:56         |
| 16.                 | «Hallelujah»                   | Д. Хайм Э. Хайм А. Хайм A. Haim Jesso                   | 3:10         |
| Общая длительность: | Общая длительность:            | Общая длительность:                                     | 52:38        |

## Чарты
| Чарт (2020)                            | Высшая позиция |
| -------------------------------------- | -------------- |
| Австралия (ARIA)                       | 7              |
| Австрия (Ö3 Austria)                   | 25             |
| Бельгия/Фландрия (Ultratop)            | 20             |
| Канада (Canadian Albums Chart)         | 37             |
| Нидерланды (Album Top 100)             | 41             |
| Франция (SNEP)                         | 187            |
| Германия (Offizielle Top 100)          | 27             |
| Ирландия (Irish Albums Chart)          | 5              |
| Япония (Oricon)                        | 90             |
| Новая Зеландия (RMNZ)                  | 37             |
| Норвегия (VG-lista)                    | 33             |
| Португалия (AFP)                       | 30             |
| Шотландия (Scottish Albums Chart)      | 2              |
| Испания (PROMUSICAE)                   | 59             |
| Швеция (Sverigetopplistan)             | 55             |
| Швейцария (Schweizer Hitparade)        | 11             |
| Великобритания (UK Albums Chart)       | 1              |
| США (Billboard 200)                    | 13             |
| США (Billboard Top Alternative Albums) | 1              |
| США (Billboard Top Rock Albums)        | 1              |

## Сертификации
| Регион                                                                      | Сертификация | Продажи |
| --------------------------------------------------------------------------- | ------------ | ------- |
| Великобритания (BPI)                                                        | Серебряный   | 60 000  |
| Данные о продажах + прослушиваниях приведены только на основе сертификации. |              |         |